# No Prejudice
A No Prejudice (magyarul: Semmi előítélet) egy dal, amely Izlandot képviselte a 2014-es Eurovíziós Dalfesztiválon, Koppenhágában. A dalt az izlandi Pollapönk adta elő angol nyelven

## 2014-es Eurovíziós Dalfesztivál
A dal a 2014. február 15-én rendezett 6 fős izlandi nemzeti döntőben nyerte el az indulás jogát, ahol a zsűri és a nézői szavazatok együttese alakította ki a végeredményt. Itt izlandi nyelven, Enga fordóma címmel adták elő a dalt.
A dalt először Koppenhágában a május 6-i első elődöntőben adták elő, fellépési sorrendben ötödikként a svéd Sanna Nielsen Undo című dala után, és az albán Hersi One Night’s Anger című dala előtt. A dal 61 ponttal a 8. helyen végzett, így továbbjutott a döntőbe.
A május 10-én rendezett döntőben fellépési sorrendben negyedikként adták elő az azeri Dilara Kazimova Start a Fire című dala után, és a norvég Carl Espen Silent Storm című dala előtt. A szavazás során Izland 58 pontot szerzett, amivel a 15. helyen végeztek.

## Külső hivatkozások
- Dalszöveg
- Videóklip
- A dal előadása izlandi nyelven az izlandi nemzeti döntőben (2014. február 15.)
- A dal előadása az Eurovíziós Dalfesztivál első elődöntőjében (2014. május 6.)
- A dal előadása az Eurovíziós Dalfesztivál döntőjében (2014. május 10.)